# Сельскохозяйственный листок Уфимского губернского земства
Сельскохозяйственный листок Уфимского губернского земства, Уфимский сельскохозяйственный листок — газета (в ряде источников — журнал) на русском и татарском (С 28-IV 1914) языках, выходившая в Уфе в 1908—1916.
Издатель: Уфимское губернское земство.

## История
В 1908 г. выходил под заглавием: «Сельскохозяйственный листок»; с 1912 г. — «Уфимский сельскохозяйственный листок».

## График выхода в XX веке
Продолжение 12—15 выпусков в год; с 1912 не менее 20 выпусков в год; с 1913 2—3 раза в месяц; с 1914 — 36 выпусков в год.
Объём — 24—33 см, 32—96 столбцов. Иллюстрации
1908—1910 по 12 номеров в год
1911 № 1 (янв.) — № 10 (15-XII)
1912 № 1 (30-I) — № 20 (дек.) (1913)
1913 № 1 (31-I) — № 30 (31-XII)
1914 № 1 (15-I) — № 34-35 (31-XII)
1915 № 1 (18-I) — № 36 (31-XII)
1916 № 1 (10-I) — № 35-36 (28-XII).

## Редакторы
разновременно: А. Г. Георгиевский 1908—1909, 1914—1916; П. Ф. Коропачинский, председатель губернского земского управления, 1908—1916; А. Д. Гачечиладзе 1908—1914; М. П. Депрейс 1910—1911; Н. П. Товарищев 1910, 1912—1914; К. В. Стобеус 1916; Г. М. Курковский 1916.